# Valkeajärvi (sjö i Finland, Päijänne-Tavastland)
Valkeajärvi är en sjö i Finland. Den ligger i kommunen Orimattila i den ekonomiska regionen  Lahtis ekonomiska region  och landskapet Päijänne-Tavastland, i den södra delen av landet, 80 km norr om huvudstaden Helsingfors. Valkeajärvi ligger 84 meter över havet. Arean är 10,2 hektar och strandlinjen är 1,49 kilometer lång. Sjön  ingår i Borgå å huvudavrinningsområde.   I omgivningarna runt Valkeajärvi växer i huvudsak blandskog.